# Cadogan Square
Cadogan Square est une place résidentielle de Londres, située dans le quartier de Knightsbridge.

## Situation et accès

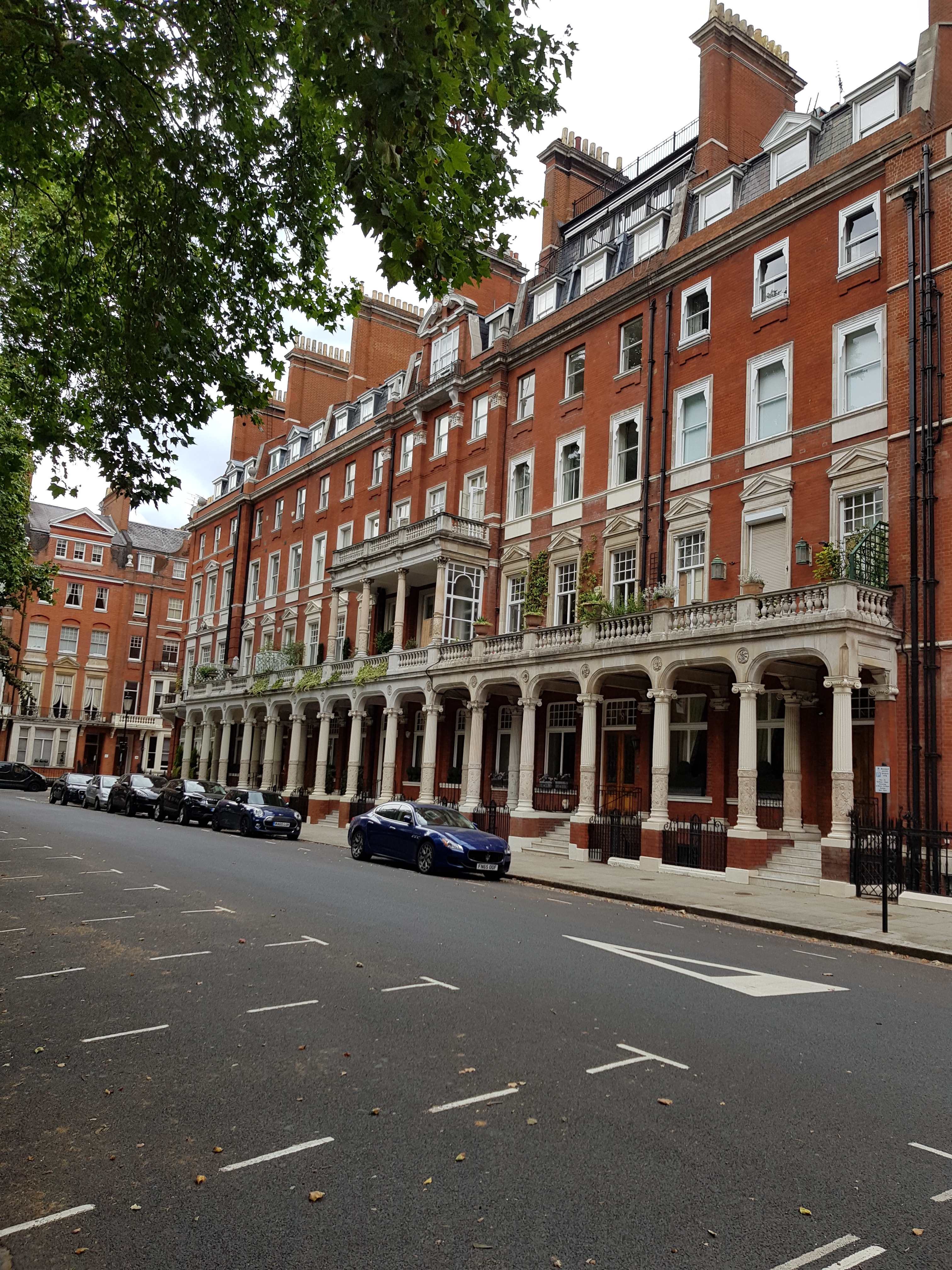
Nos 6, 8, 10, 12, 14.

Cette place se situe au sud de Pont Street et à l’ouest de Sloane Street.
Le jardin situé en son centre n'est pas accessible au public et est réservé aux seuls résidents.
La station de métro la plus proche est celle de Sloane Square, desservie par les lignes  Circle  District.

## Origine du nom
Le nom de la rue évoque la mémoire de Charles Cadogan (1728-1807), 1er comte Cadogan.

## Historique
L’architecte Henry Holland aménage la place après 1753 sur les terres qu’il loue à Lord Cadogan.

## Bâtiments remarquables et lieux de mémoire

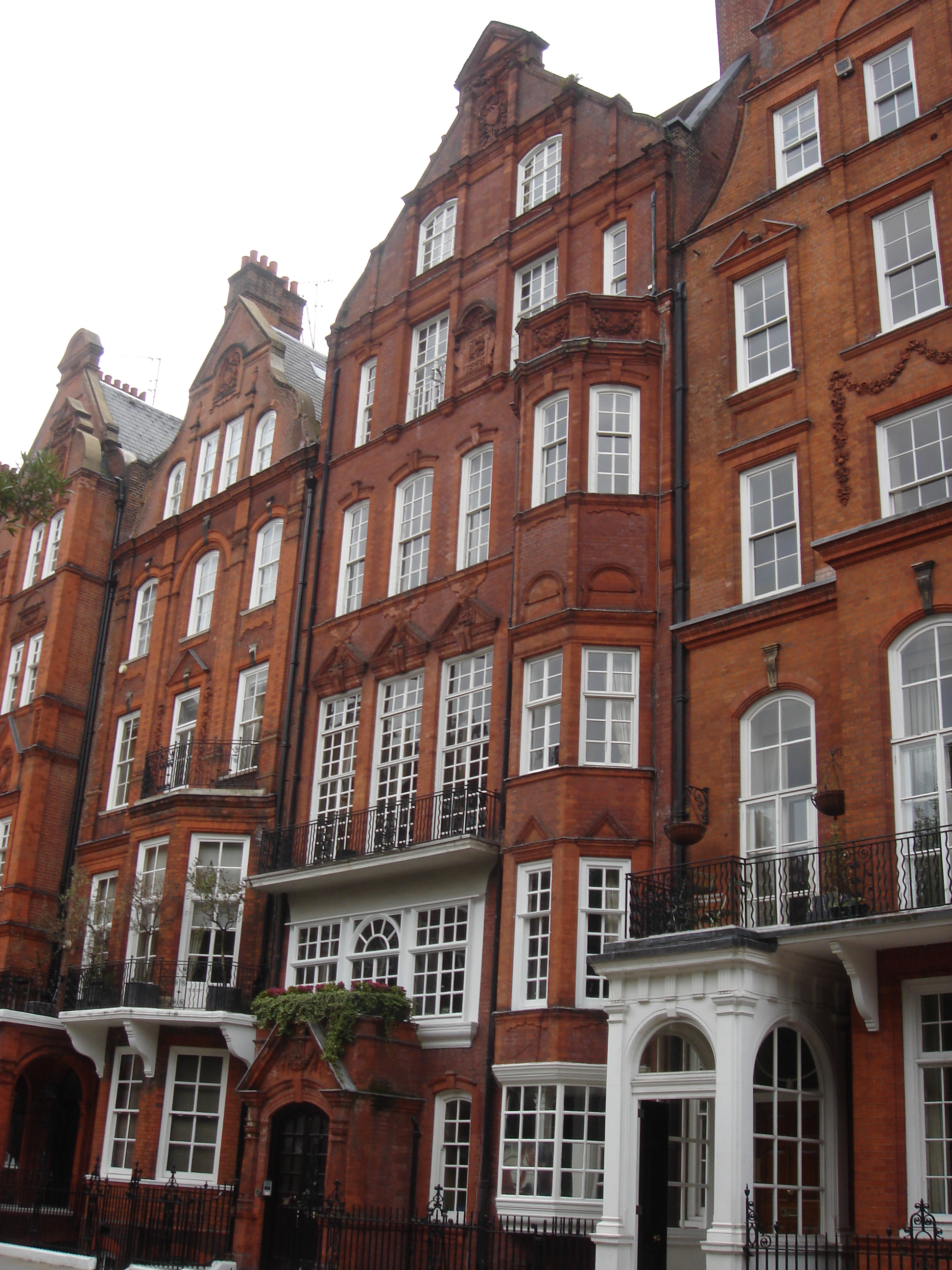
No 68.

La place est connue pour être l'une des zones résidentielles les plus chères du Royaume-Uni, avec un prix moyen des logements d'environ 5,75 millions de £ en 2013.
Les numéros 4, 52, 62 et 62b, 68 et 72 sont des bâtiments classés de grade II.
- No 4 : construction de 1879 par George Edmund Street.

- No 37 : le 21 novembre 2014, deux déménageurs meurent et six sont blessés dans l’exercice de leur métier à la suite de l’effondrement du balcon du premier étage[3].

- No 43 : l’acteur Boris Karloff vit à cette adresse de 1959 à 1966.

- No 45 : à sa mort, en 2015, l’acteur britannique Christopher Lee habite à cette adresse[4].

- Nos 63-73 : maisons datées de 1886, réalisées par l’architecte John James Stevenson[5].

- Nos 60a-62-68-72 : maisons de 1887, réalisées par l’architecte Richard Norman Shaw[5].

- No 75 : l’écrivain et journaliste Arnold Bennett (1867-1931) a vécu à cette adresse[6], comme en témoigne un macaron en façade.